# Relations entre l'Espagne et la Finlande
Les relations entre l'Espagne et la Finlande sont les relations bilatérales de l'Espagne et de la Finlande, deux États membres de l'Union européenne.

## Historique
L'Espagne reconnut l'indépendance de la Finlande le 21 février 1918 et les deux pays établirent des relations diplomatiques le 16 août 1918.

### Guerre civile espagnole (1936-1939)
En septembre 1936, le chargé d'affaires finlandais se rend au Portugal alors que la guerre d'Espagne débute. Il y reste jusqu'au 31 mars 1939, date à laquelle le gouvernement finlandais reconnaît le gouvernement du général Francisco Franco comme nouveau gouvernement espagnol.

### Seconde Guerre mondiale
Durant la Seconde Guerre mondiale, les relations diplomatiques entre les deux pays sont maintenues. Toutefois, le niveau de celle-ci est réduit et, à partir de décembre 1942, la Finlande n'est plus représentée qu'au niveau consulaire en Espagne.

### Après-guerre
En 1946 et 1952, l'ambassadeur d'Espagne à Helsinki est officiellement absent. 
Les relations diplomatiques ne sont normalisées qu'à partir de 1955,.

## Sources

## Compléments